# Rock Piknik
Rock Piknik - festiwal muzyczny odbywający się od 2003 roku w Warszawie, w parku im. Sowińskiego. Imprezie patronuje Radio Bis.
26 sierpnia 2006 brały udział zespoły:
- Silent Project
- Acanthis
- Pustki
- Komety

Gwiazda Festiwalu:
- Coma

W kolejnej edycji (29 września 2007) wzięły udział zespoły: Acanthis,Silence Project,The Age of Grapefruit,Cool Kids of Death,Lady Pank